# Miconia tabayensis
Miconia tabayensis är en tvåhjärtbladig växtart som beskrevs av John Julius Wurdack. Miconia tabayensis ingår i släktet Miconia och familjen Melastomataceae. Inga underarter finns listade i Catalogue of Life.